# Livio Marbello
Livio Marbello (Pontestura, 8 luglio 1916 – Torino, 18 luglio 1940) è stato un militare italiano, decorato con la medaglia d'oro al valor militare alla memoria nel corso della seconda guerra mondiale.

## Biografia
Nacque a Pontestura, provincia di Alessandria, l'8 luglio 1916, figlio di Giovanni e di Maria Re. In gioventù lavorò come cavatore manovale presso la ditta Italcementi, venendo chiamato a prestare servizio militare nel Regio Esercito nell’ottobre 1937,  inquadrato nel Battaglione Alpini "Exilles" del 3º Reggimento Alpini. 
Congedato nell’agosto 1938, con il precipitare della situazione internazionale il 23 agosto 1939 fu richiamato alle armi, sempre, allo stesso battaglione. Il 1º aprile 1940 fu promosso Caporale, e all'atto dell'entrata in guerra del Regno d'Italia, avvenuta il 10 giugno dello stesso anno, partecipò alle operazioni sul Fronte Occidentale. In forza al Battaglione Alpini "Val Dora", rimase gravemente ferito alla testa, fu ricoverato presso l'ospedale di San Giovanni delle Molinette, affrontando le inutili cure con coraggio, fra grandi sofferenze.
Si spense il 18 luglio 1940. Per onorarne il coraggio fu decretata la concessione della Medaglia d'Oro al Valor Militare alla memoria.

### Fonti
1. ↑  Bianchi, Cattaneo 2011, p. 220.
2. 1 2 3 4  Bianchi, Cattaneo 2011, p. 221.
3. 1 2  Combattenti Liberazione.
4. ↑  Gruppo Medaglie d'Oro al valor Militare 1965, p. 417.
5. ↑   Livio Marbello, su quirinale.it. URL consultato il 21 giugno 2019.
6. ↑  Registrato alla Corte dei conti addì 5 aprile 1941, registro n.11 guerra, foglio 110.